# 潘衍鋆
潘衍鋆，廣東南莊河滘人，清朝政治人物，進士出身。
同治四年（1865年），登進士，改翰林院庶吉士，后授翰林院编修、陕西潼商道。